# Bob Rigby
Robert Alan Rigby (Ridley Park, 3 luglio 1951) è un ex calciatore statunitense, di ruolo portiere.

## Carriera

### Club
Formatosi calcisticamente nella rappresentativa calcistica della East Stroudsburg University of Pennsylvania di East Stroudsburg, da cui sarà inserito nel proprio famedio sportivo nel 1988, viene ingaggiato come primo scelta nel draft 1973 dalla neonata franchigia dei Philadelphia Atoms, con cui si aggiudica la North American Soccer League 1973, battendo in finale, giocata da titolare, per 2-0 i Dallas Tornado.
Le sue prestazioni gli meritarono la copertina della rivista sportiva statunitense Sports Illustrated, primo calciatore ad avere questo onore.
Resta in forza agli Atoms sino al 1975, non riuscendo ad ottenere risultati di rilievo.
Rigby fu tra i protagonisti dell'evento che determinò successo dell'indoor soccer negli Stati Uniti, ovvero la tournée effettuata dalla selezione di calcio dell'Armata Rossa sovietica che, nel febbraio 1974 affrontò dapprima una selezione All-Star della NASL e poi i campioni in carica NASL del Philadelphia Atoms. Nonostante le sconfitte subite, il successo di pubblico e di critica indusse la NASL a creare un vero e proprio campionato indoor per le stagioni 1975 e 1976.
Dopo aver giocato in alcuni incontri di esibizione con i N.Y. Cosmos già nel 1975, nella stagione 1976 Rigby con i Cosmos raggiunge i quarti di finale del torneo nordamericano.
La stagione seguente è invece ingaggiato dai L.A. Aztecs, con cui raggiunge le semifinali del torneo.
Nel corso della stagione 1979 Rigby torna a Filadelfia, in forza ai Philadelphia Fury, con cui raggiunge i quarti di finale del torneo.
Nella stagione 1981 passa ai canadesi dei Montréal Manic, con cui raggiunge i quarti di finale nel torneo. Lo stesso risultato venne ottenuto anche nella stagione seguente.
Nella stagione 1983 passa ai G.B. Earthquakes, con cui raggiunge le semifinali del torneo.
Il campionato seguente, a torneo in corso, ai Chicago Sting, con cui, pure senza giocare alcun incontro vince l'ultima edizione della NASL.
Fallita la NASL, Rigby ritorna agli Earthquakes per giocare nel primo campionato organizzato dalla Western Soccer League. Il torneo si concluse con la vittoria dei californiani sui canadesi del Victoria Riptides.
Contemporaneamente al calcio Rigby si dedicò all'indoor soccer, giocandovi sino al 1985.

### Nazionale
Ha giocato sei incontri nella nazionale di calcio degli Stati Uniti d'America, tra il 1973 ed il 1975.
Nel 1976 venne inserito nel Team America, selezione che raccoglieva i migliori giocatori che giocavano nella North American Soccer League, per disputare il Torneo del Bicentenario, competizione organizzata dalla USSF in occasione delle celebrazioni dei 200 anni della Dichiarazione d'indipendenza degli Stati Uniti d'America. Il Team America si classificò al quarto ed ultimo posto del torneo.

## Statistiche

### Cronologia presenze e reti in nazionale
| Cronologia completa delle presenze e delle reti in nazionale ― Stati Uniti | Cronologia completa delle presenze e delle reti in nazionale ― Stati Uniti | Cronologia completa delle presenze e delle reti in nazionale ― Stati Uniti | Cronologia completa delle presenze e delle reti in nazionale ― Stati Uniti | Cronologia completa delle presenze e delle reti in nazionale ― Stati Uniti | Cronologia completa delle presenze e delle reti in nazionale ― Stati Uniti | Cronologia completa delle presenze e delle reti in nazionale ― Stati Uniti | Cronologia completa delle presenze e delle reti in nazionale ― Stati Uniti |
| Data                                                                       | Città                                                                      | In casa                                                                    | Risultato                                                                  | Ospiti                                                                     | Competizione                                                               | Reti                                                                       | Note                                                                       |
| -------------------------------------------------------------------------- | -------------------------------------------------------------------------- | -------------------------------------------------------------------------- | -------------------------------------------------------------------------- | -------------------------------------------------------------------------- | -------------------------------------------------------------------------- | -------------------------------------------------------------------------- | -------------------------------------------------------------------------- |
| 3-11-1973                                                                  | Port-au-Prince                                                             | Haiti                                                                      | 1 – 0                                                                      | Stati Uniti                                                                | Amichevole                                                                 | -1                                                                         |                                                                            |
| 13-11-1973                                                                 | Giaffa                                                                     | Israele                                                                    | 3 – 1                                                                      | Stati Uniti                                                                | Amichevole                                                                 | -3                                                                         |                                                                            |
| 15-11-1973                                                                 | Be'er Sheva                                                                | Israele                                                                    | 2 – 0                                                                      | Stati Uniti                                                                | Amichevole                                                                 | -2                                                                         | Uscita                                                                     |
| 08-09-1974                                                                 | Dallas                                                                     | Stati Uniti                                                                | 0 – 1                                                                      | Messico                                                                    | Amichevole                                                                 | -1                                                                         |                                                                            |
| 19-08-1975                                                                 | Città del Messico                                                          | Costa Rica                                                                 | 3 – 1                                                                      | Stati Uniti                                                                | Amichevole                                                                 | -3                                                                         |                                                                            |
| 24-08-1975                                                                 | Città del Messico                                                          | Messico                                                                    | 2 – 0                                                                      | Stati Uniti                                                                | Amichevole                                                                 | -2                                                                         |                                                                            |
| Totale                                                                     |                                                                            | Presenze                                                                   | 6                                                                          |                                                                            | Reti                                                                       | -12                                                                        |                                                                            |

## Palmarès

### Competizioni nazionali
- North American Soccer League: 2

Philadelphia Atoms: 1973
Chicago Sting: 1984
- Western Soccer League: 1

San Jose Earthquakes: 1985.